# Philip van der Eijk
Philip J. van der Eijk (* 1962 in Delft) ist ein niederländischer Klassischer Philologe, Medizinhistoriker und Literaturwissenschaftler.

## Leben
Nach dem Besuch des Christelijk Lyceum in Delft studierte van der Eijk Klassische Philologie an der Universität Leiden und wurde dort 1991 mit einer Arbeit über Aristoteles promoviert. Die Arbeit erschien 1994 unter dem Titel Aristoteles, De insomniis. De divinatione per somnum. Im Anschluss war er ebendort bis 1994 PostDoc-Stipendiat der Nederlandse Organisatie voor Wetenschappelijk Onderzoek.
Von 1994 an lehrte und forschte van der Eijk an der Universität Newcastle. Dort war er zunächst Wellcome Trust University Award Holder für Geschichte der antiken Medizin. 1998 wurde er ebendort zum Professor für Gräzistik ernannt, 2005 zum Research Professor. 2006 forschte er am Institute for Advanced Study in Princeton. Von 2000 bis 2001 hatte er eine Fellowship des Netherlands Institute for Advanced Study (NIAS) inne. 2009 war er Fellow am All Souls College, Oxford. 
2010 wechselte er an die Humboldt-Universität zu Berlin, an der er im Rahmen einer Alexander-von-Humboldt-Professur im Bereich Klassische Philologie und antike Wissenschaftsgeschichte forscht.
Van der Eijk hat zahlreiche Funktionen in wissenschaftlichen Editionsreihen, Projekten und Institutionen im In- und Ausland inne.

## Mitgliedschaften
Seit 2003 ist er Mitglied der Maatschappij der Nederlandse Letterkunde und Mitglied im Council der Classical Association. Seit 2006 ist er korrespondierendes Mitglied der Koninklijke Nederlandse Akademie van Wetenschappen und Mitglied des Council der Hellenic Society. Seit 2011 ist er auswärtiges Mitglied der Académie des Inscriptions et Belles-Lettres. Am 30. November 2012 wurde van der Eijk zum ordentlichen Mitglied der Berlin-Brandenburgischen Akademie der Wissenschaften gewählt. Seit 2014 ist er ausländisches Mitglied der Koninklijke Hollandsche Maatschappij der Wetenschappen.

## Auszeichnungen
- 2006 Ausonius-Preis der Universität Trier

## Forschungsschwerpunkte
Van der Eijks Forschungsarbeit konzentriert sich auf antike Medizingeschichte, insbesondere die griechische (unter anderem Hippokrates, Diokles von Karystos und Galen). Daneben befasst er sich mit der griechischen Philosophie (vorrangig der des Aristoteles, aber auch des Philoponos) und früher christlicher Literatur (Nemesios von Emesa).  
In den vergangenen Jahren gab er zudem Übersetzungen verschiedener deutschsprachiger Autoren des 19. und 20. Jahrhunderts heraus, darunter Rainer Maria Rilke, Hugo von Hofmannsthal, Georg Trakl, Gottfried Benn und Novalis.

## Schriften (Auswahl)
Monographien und Herausgeberschaften
- mit H. F. J. Horstmanshoff und P. H. Schrijvers (Hrsg.): Ancient Medicine in its Socio-Cultural Context. 2 Bde. Rodopi, Amsterdam 1995.
- Ancient Histories of Medicine. Essays in Medical Doxography and Historiography in Classical Antiquity. Brill, Leiden 1999.
- (Hrsg.): Hippocrates in Context. Papers Read at the XIth International Hippocrates Colloquium (University of Newcastle upon Tyne, 27–31 August 2002). Brill, Leiden 2005.
- Medicine and Philosophy in Classical Antiquity. Doctors and Philosophers on Nature, Soul, Health and Disease. Cambridge UP, Cambridge 2005, online

Texteditionen und Übersetzungen
- Aristoteles, De insomniis. De divinatione per somnum. Akademie Verlag, Berlin 1994 (Aristoteles, Werke in deutscher Übersetzung)
- Diocles of Carystus, A Collection of the Fragments with Translation and Commentary. 2 Bde. Brill, Leiden 2000–2001.
- Philoponus, On Aristotle On the Soul 1.1-2 and 1.3-5. 2 Bde. Duckworth, London 2005–2006 (Ancient Commentators on Aristotle).
- mit Robert W. Sharples: Nemesius of Emesa, On the Nature of Man. Liverpool University Press, Liverpool 2008.